# スーパー銭湯

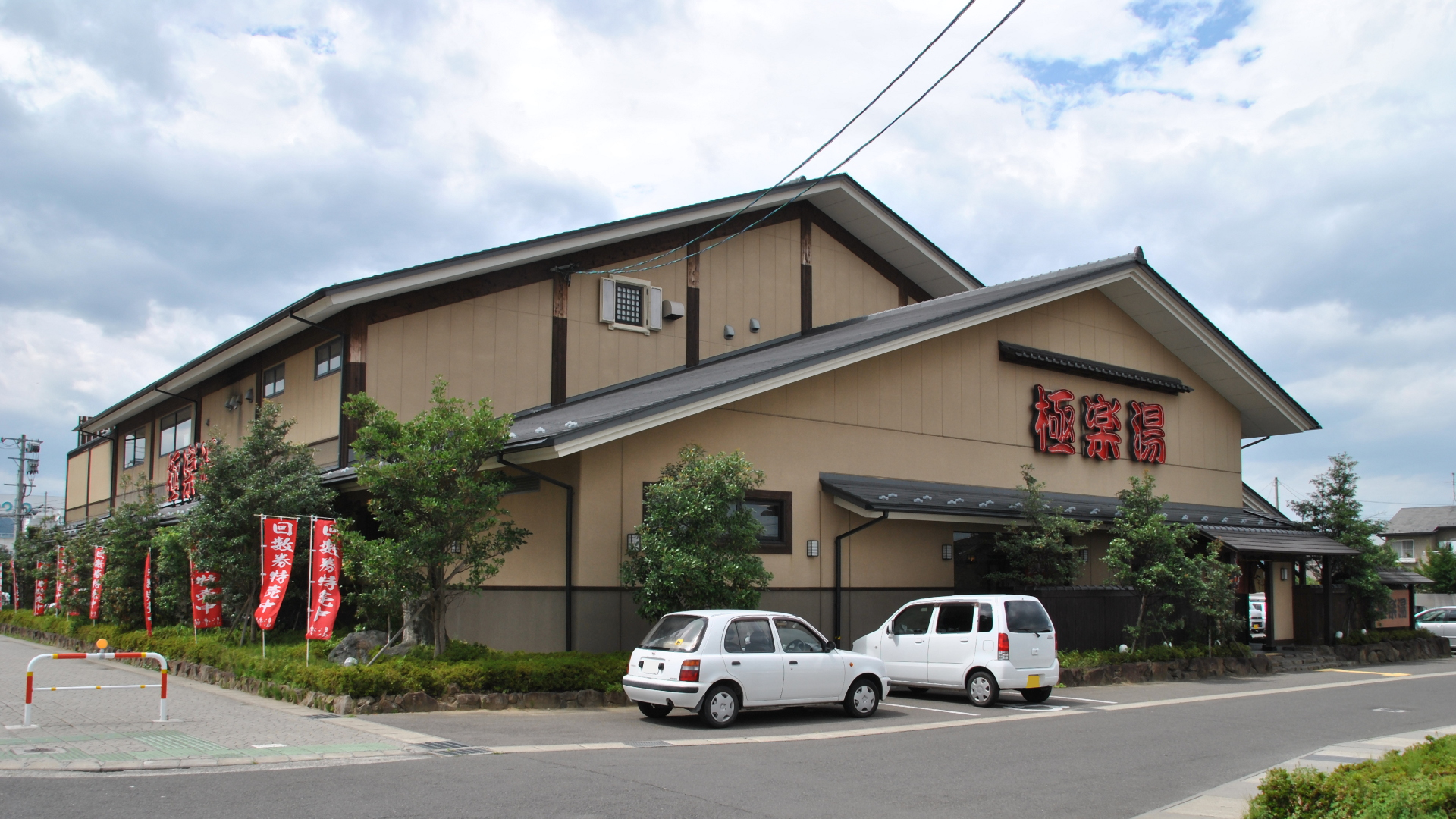
スーパー銭湯極楽湯名取店

スーパー銭湯（スーパーせんとう）は、日本における公衆浴場の一種であり、銭湯の形態の一つ。
公衆浴場法および各都道府県の公衆浴場条例上では物価統制令の制限を受けない「その他の公衆浴場」に分類され、施設規模や利用料金は銭湯と健康ランドの中間的存在である。また、日帰り入浴施設に含まれる。
発祥地については諸説あるが、1980年代半ばより登場し始めたとされる。「船橋ヘルスセンター」に端を発する健康ランドが全国に広がる中で、より低料金で回転率がよく、付帯設備が少なく、設置費用がかからない施設として各地に建設されていった入浴施設がスーパー銭湯であるといえる。
一般的な「銭湯」とは、露天風呂、各種アイテムバス、サウナなどの付加的な風呂設備を充実させたり、食堂や理髪店などの各種施設・店舗を併設することで差別化している。

## 歴史
設備を充実させた“スーパー銭湯”的な施設の走りとして、1985年に富山県高岡市で開業した「万葉ポカポカ温泉」（2011年廃業）、1987年に大阪府豊中市で開業した「夢の公衆浴場 五色」、さらに遡ると1976年に大阪市生野区で開業した「ニュー富士羽温泉」（2008年廃業）などがある。これらの銭湯は公衆浴場条例における「普通公衆浴場」（入浴料金が各都道府県によって定められる）に分類されており、厳密には現在主流のスーパー銭湯とは区分が異なる。一方、1989年に愛知県名古屋市守山区で開業した「竜泉寺の湯」は、同条例において「その他の公衆浴場」に分類されるスーパー銭湯の先駆けといわれている。同施設の登場は施設側が自由に入浴料金を設定でき、サウナの料金も入浴料金に含まれるなど画期的な事であった。その後、1990年代後半から2000年代前半にかけて全国でスーパー銭湯の開業ラッシュとなり、2009年までに約770施設が開業している。
1990年代後半以後、近場の温泉からトラックで源泉を輸送し沸かすスーパー銭湯も見受けられるようになる。この方法はボーリングよりも比較的簡単に天然温泉を確保でき、温泉地・泉質を任意に選択できる利点がある一方で、循環によって使うことになるため、湯の投入量や設備によっては泉質の劣化が激しいという欠点もある。また、2000年代以後に流行している岩盤浴の設備を付加サービスとして設置している店舗もある。さらに、近年では人工炭酸泉を導入する店舗も増えている。最新の設備を導入する一方で、全体的な傾向として建物の造りは従来の和式にしているところが比較的多い。
2010年代終盤から2020年代前半にかけては愛知県の温泉施設系の企業が続々首都圏に進出し、スーパー銭湯の戦国時代の幕開けとなっている。一方で2000年代前半の開業ラッシュの際に開業した施設は2024年時点となると、一般に10年から20年とされる温泉施設としての耐用年数にちょうど達した頃か、あるいは既に耐用年数を過ぎている。
最近では、OFR48と銘を打ち温浴業界の活性化のため、全国の温浴施設で働く女性従業員により結成されたアイドルグループが各種メディアで取り上げられた。

### こどもの混浴年齢
子供の混浴年齢については、厚生労働省が公衆浴場の衛生管理について示した要領はこれまで、混浴を禁じる年齢を「おおむね10歳以上」としていたが、浴場組合など業界団体から「引き下げるべきでは」との意見が寄せられた。厚労省の補助事業で実施した研究結果も踏まえ2020年12月、「おおむね7歳以上」に下げて各自治体に通知した。
スーパー銭湯が登場してから「銭湯が家族のレジャーランド」となったが、その反面、子連れの入浴が増加。従来は単に同性の親（保護者）などに合わせるものである子供の混浴を問題視する人々も現れ、各都道府県でそれぞれ定めている条例などによる入浴制限だけでなく、「身長による制限」や独自の「混浴年齢制限」を設けている店もある。上記の混乱が多発する結果、2020年12月に厚生労働省によって公衆浴場法が改正されることとなった。

## 定義と特徴
スーパー銭湯の明確な定義は存在しないが、設備・環境として以下のような傾向がある。
- 自動車での来店を想定し、駐車場を確保している。
- 上記に関連して、郊外の基幹道路沿いに出店している。
- 内湯のみでなく、ジャグジー、サウナ、露天風呂等の付加的な風呂設備がある。
- 食事スペースや休憩場所がある。レストランと遜色ないメニューを提供している店舗もある。
- 理髪店・ボディケア店が入店し、提携している。
- 営業時間が長く、早朝・午前中（朝6時 - 10時頃）から深夜（0時 - 3時頃）まで営業している。
- 休業日が少ない。またはメンテナンス日等を除いて年中無休である。

健康ランドとの比較では、以下のような傾向がある。
- 入浴料金が安く設定されている。通常の銭湯と比較してサウナ利用料など付加的料金を加え、入浴料として700 - 800円に設定していることが多い（入浴料金1000円程度までの類似施設が一般的にスーパー銭湯と呼ばれる）。
- タオルなどの貸し出しは別料金になることが多く、健康ランドにあるような館内着は通常用意されていない。
- 地域・店舗によっては、シャンプーや石鹸などの備え付けがない店舗もある。特に料金の安い店で、この傾向が見られる。
- 24時間営業に近い施設は少ない（オールナイトによる深夜から早朝の営業を行うところはある）。
- 健康ランドは半日からまる一日をそこで過ごす長時間滞在を前提とし、スーパー銭湯は健康ランドより比較的短い時間（2 - 3時間程度）の滞在を前提とする施設といえる。

## 主な参入企業
スーパー銭湯への新規参入の障壁は低いことから、様々な業界からの参入がみられる。また極楽湯のように、スーパー銭湯の経営のみを行なう企業もある。なお、運営施設名欄の（F）印はフランチャイズ。

### 運輸事業
| 業種         | 企業名         | 運営施設名                 | 備考                                                                               |
| ------------ | -------------- | -------------------------- | ---------------------------------------------------------------------------------- |
| 鉄道事業     | 京成電鉄       | 笑がおの湯                 | グループ会社のコミュニティー京成が運営。                                           |
| 鉄道事業     | 京浜急行電鉄   | みうら湯                   | グループ会社の京急開発が運営。                                                     |
| 鉄道事業     | 京王電鉄       | 京王高尾山温泉 極楽湯（F） | グループ会社の京王設備サービスが運営する、極楽湯のフランチャイズ施設。             |
| 鉄道事業     | 富士急行       | ふじやま温泉               | 富士急ハイランドに併設。 グループ会社の「株式会社 富士急ハイランド」が運営。       |
| 鉄道事業     | 富士急行       | さがみ湖温泉 うるり        | さがみ湖リゾート プレジャーフォレストに併設。 グループ会社の相模湖リゾートが運営。 |
| 鉄道事業     | 名古屋鉄道     | ゆのゆ TOYOHASHI           | グループ会社の名鉄インプレスが運営。                                               |
| 鉄道事業     | JR北海道       | 極楽湯（F）                | グループ会社の北海道ジェイ・アール・フーズが運営。                                 |
| 鉄道事業     | 西武鉄道       | 西武秩父駅前温泉 祭の湯    | グループ会社の西武レクリエーションが運営。                                         |
| 鉄道事業     | 西武鉄道       | 豊島園 庭の湯              | グループ会社の「株式会社 西武園ゆうえんち」が運営。                                |
| バス事業     | 北海道中央バス | 湯めごこち 南郷の湯        |                                                                                    |
| バス事業     | 神奈川中央交通 | 湯快爽快（F）              | グループ会社の神奈中スポーツデザインが運営。                                       |
| 高速道路事業 | NEXCO中日本    | 土岐よりみち温泉           | グループ会社のNEXCO中日本開発が運営。                                              |

### 不動産・建設業
| 業種     | 企業名                   | 運営施設名                                                                                                  | 備考 |
| -------- | ------------------------ | --- | --- |
| 不動産業 | 東急不動産               | 港北天然温泉ゆったりCOco                                                                                    | グループ会社の東急スポーツオアシスが運営。 旧名称「港北天然温泉スパガーディッシュ」（2018年に現名称に変更） |
| 不動産業 | 東京建物                 | おふろの王様                                                                                                | グループ会社の東京建物リゾートが運営。                                                                      |
| 不動産業 | サンフジ企画             | 湯楽の里 喜楽里                                                                                             | グループ会社のスパサンフジが運営。                                                                          |
| 不動産業 | セントラル都市開発       | 湯けむりの庄 湯けむりの里                                                                                   | |
| 不動産業 | 大丸開発                 | ぎなん温泉（岐阜） 武芸川温泉（岐阜） ぬくい温泉（岐阜） 小江戸温泉 KASHIBA（埼玉） とき温泉 KAMABA（岐阜） | |
| 建設業   | ナカシロ                 | 楽の湯 照葉スパリゾート                                                                                     | |
| 建設業   | 亀井工業ホールディングス | 湯快爽快 | |
| 建設業   | 島村工業                 | 湯快爽快（F）                                                                                               | |
| 建設業   | 別院建設                 | 高槻別院 湯めみの里                                                                                         | グループ会社のベル・ウッド・ライフサービスが運営。                                                          |
| 建設業   | 明輝建設                 | 天然温泉ゆずき                                                                                              | グループ会社のプロフェシーが運営。                                                                          |
| 建設業   | 橋本建設                 | 天然温泉 湯の花                                                                                             | グループ会社のアースキュアが運営。                                                                          |

### 電気事業
| 企業名     | 運営施設名      | 備考 |
| ---------- | --------------- | --- |
| 九州電力   | 湯あみの郷      | グループ会社の九建が運営。 |
| 中国電力   | 天然温泉 ほの湯 | グループ会社のエネルギアL&Bパートナーズが運営。 2015年10月1日、中国企業（2017年4月1日に現社名に変更）がエネルギア不動産を合併。 |
| 北海道電力 | 湯処 花ゆづき   | グループ会社の北電興業が運営。                                                                                                  |

### 娯楽・遊戯施設運営
| 業種                     | 企業名                   | 運営施設名 | 備考 |
| ------------------------ | ------------------------ | --- | --- |
| スーパー銭湯専業         | 極楽湯                   | 極楽湯 RAKU SPA（らくスパ） | |
| スーパー銭湯専業         | ビーバーレコード         | 箕面湯元水春（大阪） 東香里湯元水春（大阪） 鶴見緑地湯元水春（大阪） 潮芦屋温泉スパ水春（兵庫） 守山湯元水春（滋賀） 草津湯元水春（滋賀） SPA＆HOTEL水春 松井山手（京都） 嘉島湯元水春（熊本）                    | |
| スーパー銭湯専業         | サンリク                 | 健美の湯 スパ&フィットネス健美 七光台温泉（千葉） | その他、足利健康ランドも運営。 |
| スーパー銭湯専業         | ホリデー                 | あかねの湯 | |
| スーパー銭湯専業         | 楽久屋                   | 佐倉天然温泉 澄流（千葉） 野天風呂 湯の郷（千葉） 南柏天然温泉 すみれ（千葉） COCOFURO ますの湯（東京） 稲城天然温泉 季乃彩（東京） 多摩境天然温泉 森乃彩（東京） 道志川温泉 紅椿の湯（山梨） 湯処 美濃里（岐阜） | 「稲城天然温泉 季乃彩」「多摩境天然温泉 森乃彩」はよみうりランドと共同運営。 |
| ホテル運営               | 大江戸温泉物語           | 浦安万華郷 仙台コロナの湯（F） | 仙台コロナの湯に関してはコロナグループの直営施設だったが、2012年3月から2023年9月18日まで同社と賃貸借契約を締結して運営（賃貸借契約終了後はコロナグループの直営店に戻る見通し）。 |
| ホテル運営               | 伊東園ホテルズ           | 黄金の湯館（群馬） | |
| レジャー施設運営         | オークランド観光開発     | 竜泉寺の湯 磐田ななつぼし（静岡） 天然温泉 喜盛の湯（岩手） | これらのほか、かつては「スオミの湯」も展開していたが、全店舗閉業している。 |
| レジャー施設運営         | 東京ドーム               | LaQua | |
| レジャー施設運営         | よみうりランド           | よみうりランド丘の湯 稲城天然温泉 季乃彩（東京） 多摩境天然温泉 森乃彩（東京）花景の湯 | 「稲城天然温泉 季乃彩」「多摩境天然温泉 森乃彩」は楽久屋と共同運営。 |
| パチンコ店運営           | ジャパンニューアルファ   | 湯花楽 | グループ会社のリラフルが運営。 |
| パチンコ店運営           | 延田エンタープライズ     | 延羽の湯 | |
| アミューズメント施設運営 | コロナワールド           | コロナの湯 | |
| カラオケボックス運営     | コシダカホールディングス | まねきの湯 | グループ内の「まねきねこ」と仕入れを共通化。 |
| 映画館運営               | 東京楽天地               | 楽天地天然温泉 法典の湯 | |
| フィットネスクラブ運営   | INSPA                    | INSPA | 2016年9月1日より、「株式会社ロックス」から「株式会社INSPA」へ事業承継。 |

### 製造業
| 業種             | 企業名   | 運営施設名 | 備考                                                                                 |
| ---------------- | -------- | ---------- | ------------------------------------------------------------------------------------ |
| 醤油製造         | 繁田醤油 | いるまの湯 |                                                                                      |
| アパレルメーカー | グンゼ   | 湯の華廊   | グンゼタウンセンター つかしんに併設。 グループ会社のつかしんタウンクリエイトが運営。 |

### 小売業
| 企業名                 | 業種                  | 運営施設名                                            | 備考 |
| ---------------------- | --------------------- | ----------------------------------------------------- | --- |
| ツカサ                 | ディスカウントストア  | 港北の湯                                              | 2025年6月営業終了。 |
| 日本ジャンボー         | 写真店                | 万葉の湯 万葉倶楽部                                   | グループ会社の万葉倶楽部が運営。 |
| ツチヤコーポレーション | 石油販売 携帯電話販売 | 蓬莱の湯                                              | |
| ツチヤコーポレーション | 石油販売 携帯電話販売 | 笑福の湯                                              | 西焼津駅(静岡県)の近くに立地。 |
| ツチヤコーポレーション | 石油販売 携帯電話販売 | 湯ごころ ゆるり                                       | 勝川駅(愛知県)の近くに立地。旧春日井笑福の湯（2022年9月29日で一度休業、改装）から同年10月14日より改名リニューアル。現在は静岡警備保障が経営に参画している。 |
| ツチヤコーポレーション | 石油販売 携帯電話販売 | 松竹温泉天風の湯（愛知）                              | 2017年1月1日付で中日本興業からツチヤコーポレーションに譲渡。                                                                                                |
| サン・ストラッセ       | 商業施設運営          | 倉知温泉マーゴの湯（岐阜） 常滑温泉マーゴの湯（愛知） | 「倉知温泉マーゴの湯」は岐阜県関市のサンサンシティマーゴ内に、「常滑温泉マーゴの湯」は愛知県常滑市のイオンモール常滑内にそれぞれ立地。                      |

### 過去の参入企業
| 業種       | 企業名             | 運営施設名             | 備考 |
| ---------- | ------------------ | ---------------------- | --- |
| 不動産業   | 相鉄不動産販売     | ゆめみ処ここち湯       | 2014年に東京建物グループの株式会社ホットネス（現:東京建物リゾート株式会社）に譲渡、全店舗がおふろの王様チェーンに転換。      |
| 不動産業   | 大和システム       | やまとの湯             | 会社分割により湯快生活に事業譲渡したが、2015年3月廃業。                                                                      |
| 不動産業   | 三井不動産         | ららぽーとの湯 常盤殿  | グループ会社の三井不動産ホテルマネジメントが運営していたが、2007年営業終了。                                                 |
| 建設業     | レイモンド綜合設計 | 野田の湯 湯食館        | 子会社のレイモンドコーポレーションが運営していたが、2010年閉館。                                                             |
| 電気事業   | 中部電力           | 葵湯                   | グループ会社の中電不動産子会社、Kirai Yuが運営していた。 その後2009年4月に運営子会社を売却したことにより撤退（施設は継続）。 |
| 電気事業   | 東京電力           | いこいの湯 極楽湯（F） | グループ会社の東電不動産が運営していたが、2010年撤退（施設は継続）。                                                         |
| 映画館運営 | 中日本興業         | 太平温泉天風の湯       | かつては子会社の中日本商事が運営、その後吸収合併により中日本興業の直営となったが、2017年12月10日をもって閉館。               |